# Кэбль, Джордж Вашингтон
Джордж Ва́шингтон Кэбль (в современной транслитерации Кейбл, англ. George Washington Cable; 12 октября 1844 — 31 января 1925) — американский романист.
Был солдатом, посыльным, землемером, репортёром и журналистом. В 1879 году благодаря книге «Old Creole Days» Кэбль получил известность в американском литературном мире. Его описания жизни негров и креолов в Луизиане отличаются большой наблюдательностью и художественностью.
Другие произведения Кэбля: «The Grandissimes» (1880); «Madame Delphine» (1881); «Dr. Sevier» (1884); «The Silent South» (1885); «Bonaventure» (1888); «Strange True Stories of Louisiana» (1889); «The Negro Question» (1890); «Life of W. Gilmore Simms» (1890); «The Busy Man’s Bible» (1891).
В 1903 году вышел его роман «The Cavalier» (из эпохи Войны Севера и Юга), год спустя — «Bylow Hill», в котором Кэбль впервые попытался изобразить народную жизнь не южных штатов, а Новой Англии.